# Cold-Case-Ermittlungen
Als Cold-Case-Ermittlungen werden neue polizeiliche Ermittlungen in einem bisher ungeklärten Kriminalfall bezeichnet. Da Mord oder andere schwere Straftaten in zahlreichen Ländern nicht oder erst nach mehreren Jahrzehnten verjähren und sich die Kriminaltechnik ständig weiterentwickelt, beispielsweise die DNA-Analyse, sowie aufgrund neuer wissenschaftlicher Erkenntnisse hinsichtlich Tatort- oder Täterverhaltensanalyse (Operative Fallanalyse), können ungeklärte Mordfälle mitunter auch nach Jahrzehnten noch aufgeklärt und die Täter verurteilt werden.

## Begriff
Der Begriff Cold Case (auf Deutsch wörtlich kalter Fall) kommt aus dem angloamerikanischen Rechtsraum, wo solche Verfahren als Cold Case Investigations bezeichnet werden. 1996 wurde erstmals eine cold case unit beim FBI gegründet.

## Situation in Deutschland
In Deutschland steht der Begriff für Ermittlungsverfahren nach Tötungsdelikten, die nach längerer Zeit ergebnislos verlaufen sind. Die ersten Einheiten wurden in den Jahren 2015 und 2016 gegründet, manchmal auch als „Soko Altfälle“ bezeichnet, etwa in Schleswig-Holstein, Thüringen und Hamburg. Wo es keine solche Einheit gibt, werden die Verbrechen im Rahmen der normalen Polizeistrukturen bearbeitet.
Verdeckte Ermittlungen nach der sogenannten „Cold-Case-Technik“ durch Herstellen eines Vertrauensverhältnisses zum Verdächtigen und seine Einbeziehung in eine ihm vorgetäuschte verbrecherische Organisation, wobei er gegen Entgelt zur Begehung vermeintlicher Straftaten veranlasst wird, sind nicht allgemein unzulässig, können aber einen Verstoß gegen den Verfahrensgrundsatz der Selbstbelastungsfreiheit darstellen.
2011 konnte der Mordfall Carmen Kampa in Bremen nach 40 Jahren durch Cold-Case-Ermittler aufgeklärt werden.
Cold-Case-Ermittlungen werden allerdings häufig auch unter offensiver Einbindung der Öffentlichkeit durchgeführt, so berichtete die Fahndungssendung Aktenzeichen XY ... ungelöst bereits mehrfach auch über lange zurückliegende Fälle. Motivation ist hierbei laut Angaben der Ermittler in der Sendung unter anderem der Wunsch, Mitwisser anzusprechen, die sich seinerzeit aus persönlichen Gründen (z. B. Freundschaft mit dem Täter) nicht mit der Polizei in Verbindung gesetzt haben, nun aber aufgrund geänderter Umstände dazu bereit sein könnten. Auch die mögliche strafbefreiende Verjährung der eigenen Tatbeteiligung könnte hierbei eine Rolle spielen.

## Situation in anderen Ländern
In Österreich hat das Bundeskriminalamt eine Abteilung für Cold-Case-Ermittlungen.
In Kanada wurde in den 1990er Jahren für Cold-Case-Ermittlungen die Methode Mr. Big entwickelt.